# 岑溪市
岑溪市（邮政式拼音：Shumkai，粤拼：sam4 kai1）位于中华人民共和国广西壮族自治区东部，是现由梧州市代管的一个县级市，义昌江流贯。岑溪东南与广东省罗定及信宜相连，北与梧州苍梧和藤县连接，西与玉林相邻，是两广交流和珠三角经济圈与大西南的结合点之一。市人民政府驻地岑城镇。
岑溪市下辖岑城镇、水汶镇、南渡镇等14个镇，享有中国花岗岩之都、中国古典三黄鸡之乡、中国长寿之乡、中国观赏石之乡等称号，著名景点有天龙顶国家山地公园、石庙风景区、吉太白霜涧漂流等。

## 历史
唐朝武德五年(622年)， 以永业县地置南义州，分置安义(在今市东部)、龙城(在今市中部)、义城(在今市西部)三县，州治设在龙城县。
至德二年(757年)，安义县改为永业县，龙城县改为岑溪县，此为“岑溪”名之始。
1995年9月，岑溪市撤县设市（县级市），仍隶属梧州地区。1997年4月，改由梧州代管至今。

## 人口
根据第七次人口普查数据，截至2020年11月1日零时，岑溪市常住人口为724364人。

## 语言
岑溪市通用岑溪話，属粵語勾漏片方言，同梧州市區 、廣州、香港和馬來西亞通用的粵語方言有較明顯出入，当地人称之为白话，但依然互通，接近玉林話。

## 特产
- 岑溪三黄鸡又称为“古典三黄鸡”，是“国家地理标志产品”、“国家无公害农产品”和“广西名牌产品”，获“全国优质三黄鸡”称号。体形小巧、外貌华丽、肉嫩骨细，以毛、嘴、脚呈金黄色为特征，是广西肉质优良的地方土鸡。

- 花岗岩在岑溪储量极为丰富，达21亿立方米，经过二十多年的开采和加工，现在能生产各种规格的板材、异形材、工艺品，由于岑溪花岗岩的产品“岑溪红”结构均匀，色泽鲜艳，天生丽质。岑溪的花岗岩生产已达一定的规模，年产值20多亿元，是全国最大的花岗岩生产基地。2006年10月，岑溪被中国石材工业协会授予“中国花岗岩之都”称号。

## 交通
岑溪市位于珠三角经济圈与大西南的结合部，既是联接华南和珠江三角洲及港澳地区经济辐射的重要腹地，又是大西南资源型经济与沿海外向型经济的连接点。
岑溪市陆路交通发达， 207国道与 324国道在市区交汇， 广昆高速公路、 包茂高速公路、 深岑高速、洛湛铁路都从岑溪境内经过。乘客可到岑溪火车站乘坐火车。

## 教育
- 岑溪中学
- 岑溪市第一中学
- 岑溪市第二中学
- 岑溪市第三中学
- 岑溪市第五中学

## 风景名胜
- 黄华河
- 邓公庙

## 行政区划
岑溪市下辖14个镇：
岑城镇、马路镇、南渡镇、水汶镇、大隆镇、梨木镇、大业镇、筋竹镇、诚谏镇、归义镇、糯垌镇、安平镇、三堡镇和波塘镇。